# آکادمی دفاع نیجریه
آکادمی دفاع نیجریه (انگلیسی: Nigerian Defence Academy) دانشگاه نظامی وابسته به نیروهای مسلح نیجریه است، که در سال ۱۹۶۴ تأسیس شد.